# Caso Trent

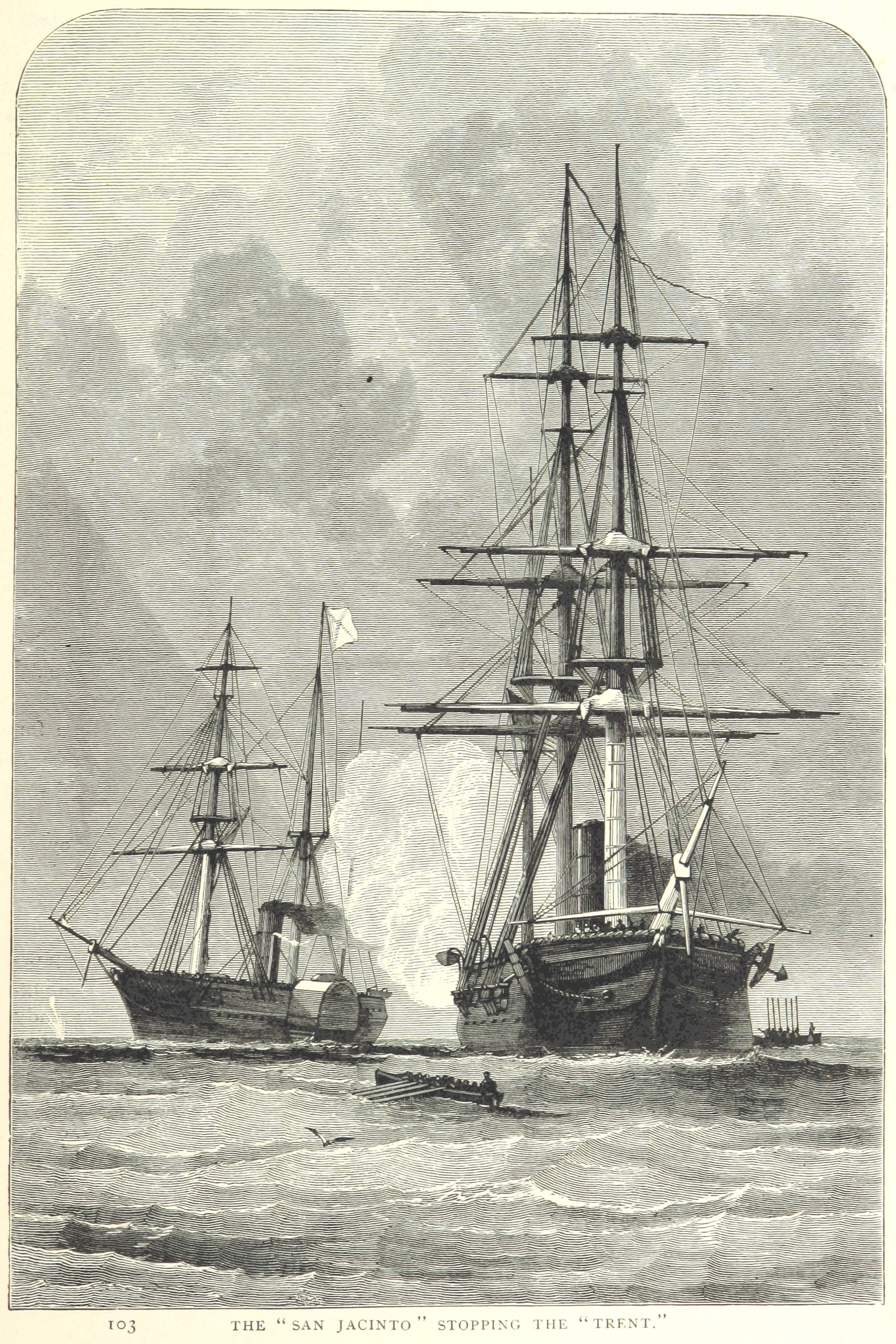
O San Jacinto (à direita) parando o Trent

O Caso Trent foi um incidente diplomático em 1861 durante a Guerra Civil Americana, que ameaçou o inicio de um conflito entre os Estados Unidos e o Reino Unido. A Marinha dos Estados Unidos capturou dois enviados Confederados de um navio da Royal Mail britânica. O incidente foi encerrado com a libertação dos enviados.
Em 8 de novembro de 1861, USS San Jacinto, comandado pelo Capitão da União Charles Wilkes, interceptou o RMS Trent e o apreendeu como contrabando de guerra, dois enviados confederados que enviados foram enviados à Grã-Bretanha e à França para pressionar o caso da Confederação por reconhecimento diplomático e fazer lobby por possível apoio financeiro e militar.
A reação pública nos Estados Unidos foi comemorar a captura e se manifestar contra a Grã-Bretanha, ameaçando guerra. Nos estados confederados, a esperança era que o incidente levasse a uma ruptura permanente nas relações anglo-americanas e possivelmente até à guerra, ou pelo menos ao reconhecimento diplomático pela Grã-Bretanha. Na Grã-Bretanha, houve uma desaprovação generalizada da apreensão do navio. O governo britânico exigiu um pedido de desculpas e a libertação dos prisioneiros e tomou medidas para fortalecer suas forças militares na América do Norte britânica e no Atlântico Norte.
O presidente Abraham Lincoln e seus principais conselheiros não queriam arriscar uma guerra com a Grã-Bretanha por causa dessa questão e liberou os enviados, que seguiram viagem para a Europa.

## Fundo
As relações com os Estados Unidos foram frequentemente tensas e até mesmo à beira da guerra quando a Grã-Bretanha quase apoiou a Confederação no início da Guerra Civil Americana e essa tensões chegaram ao auge durante o caso Trent.
A Confederação e seu presidente, Jefferson Davis, acreditaram desde o início que a dependência europeia do algodão do Sul para sua indústria têxtil levaria ao reconhecimento diplomático e à intervenção, na forma de mediação. O historiador Charles Hubbard escreveu:

Davis deixou a política externa para outros no governo e, em vez de desenvolver um esforço diplomático agressivo, tendeu a esperar que os eventos cumprissem objetivos diplomáticos. O novo presidente estava comprometido com a noção de que o algodão garantiria o reconhecimento e a legitimidade das potências da Europa. Uma das maiores esperanças da Confederação na época era a crença de que os britânicos, temendo um impacto devastador em suas fábricas têxteis, reconheceriam os Estados Confederados e quebrariam o bloqueio da União. Os homens que Davis selecionou como secretário de Estado e emissários para a Europa foram escolhidos por razões políticas e pessoais - não por seu potencial diplomático. Isso se devia, em parte, à crença de que o algodão poderia cumprir os objetivos confederados com pouca ajuda de diplomatas confederados.

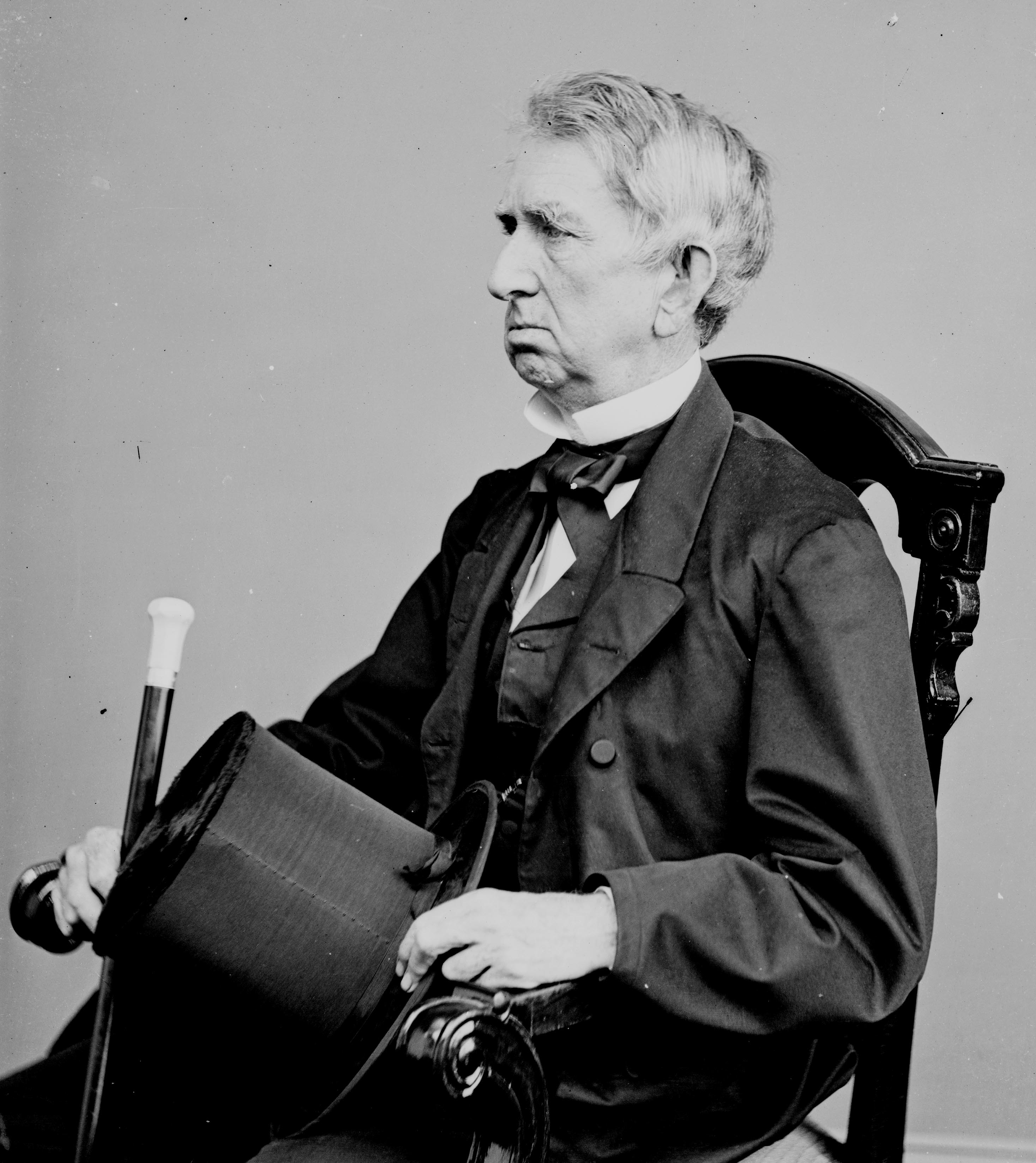
William H. Seward c. 1860-1865

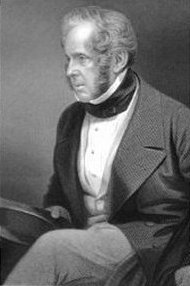
Henry Temple, 3º Visconde Palmerston

O foco principal da União nas relações exteriores era exatamente o oposto: impedir qualquer reconhecimento britânico da Confederação. As questões de territórios foram resolvidas na década de 1840 e, apesar da Guerra do Porco de 1859, as relações anglo-americanas melhorou constantemente ao longo da década de 1850. O secretário de Estado William H. Seward, pretendia manter os princípios de política que serviram bem ao país desde a Revolução Americana: a não intervenção dos Estados Unidos nos assuntos de outros países e resistência à intervenção estrangeira nos assuntos dos Estados Unidos e de outros países.
O primeiro-ministro britânico, Lorde Palmerston, pediu uma política de neutralidade. Suas preocupações internacionais estavam centradas na Europa, onde as ambições de Napoleão III na Europa e a ascensão de Bismarck na Prússia estavam ocorrendo. Durante a Guerra Civil, as reações britânicas aos eventos americanos foram moldadas pelas políticas britânicas anteriores e por seus próprios interesses nacionais, tanto estratégica quanto economicamente.
Como potência naval, a Grã-Bretanha tinha um longo histórico de insistir que nações neutras honrassem seus bloqueios de países hostis. Desde os primeiros dias da guerra, essa perspectiva guiaria os britânicos a evitar qualquer ação que pudesse ser vista em Washington como um desafio direto ao bloqueio da União.
No início da Guerra Civil, o ministro dos Estados Unidos na Corte de St. James era Charles Francis Adams . Ele deixou claro que Washington considerava a guerra estritamente uma insurreição interna que não conferia à Confederação nenhum direito sob a lei internacional. Qualquer movimento da Grã-Bretanha no sentido de reconhecer oficialmente a Confederação seria considerado um ato hostil em relação aos Estados Unidos.
Lorde Lyons, um diplomata experiente, era o ministro britânico nos Estados Unidos. Ele alertou Londres sobre Seward:

Não posso deixar de temer que ele seja um ministro das Relações Exteriores perigoso. Sua visão das relações entre os Estados Unidos e a Grã-Bretanha sempre foi que elas são um bom material para se fazer capital político ... Não acho que o Sr. Seward pensaria em realmente ir à guerra conosco, mas ele estaria. bem dispostos a jogar o velho jogo de buscar popularidade aqui, exibindo violência contra nós.
Apesar de sua desconfiança em Seward, Lyons, ao longo da crise, manteve uma diplomacia serena que contribuiu para uma solução pacífica para a crise de Trent.